# Vinzenz Schöttl
Vinzenz Schöttl, né le 30 juin 1905 à Appersdorf et mort le 28 mai 1946 à Landsberg am Lech, était un officier allemand de la Schutzstaffel et un fonctionnaire de haut rang dans les camps de concentration nazis.

## Carrière
Schöttl rejoint le parti nazi en novembre 1928 avant de renouveler son adhésion en février 1931, après avoir rejoint les SS en janvier 1931. Au sein de la Waffen-SS, il atteindra le rang de SS-Obersturmführer en 1942.
En 1933, il travaille comme garde au camp de concentration de Dachau. Durant l'été 1937, il devient directeur national du Lindenhofs der Herzogsägmühle, une installation pour voyageurs. À partir de 1940, il travaille un court laps de temps dans le ghetto de Lublin, dans le camp de concentration de Neuengamme, ainsi que dans le camp de concentration de Majdanek. De juillet 1942 jusqu'à son évacuation en janvier 1945, Schöttl était le directeur du camp de concentration de Monowitz-Buna, connu sous le nom de camp de concentration d'Auschwitz III. À partir du 3 février 1945, Vinzenz Schöttl devient commandant adjoint du camp de concentration de Kaufering,sous-camp de Dachau, sous la direction d'Otto Förschner. Il garde ce poste jusqu'à son évacuation à la fin du mois d'avril.
Schöttl est capturé par l'United States Army et il est inculpé le 15 novembre pour crimes de guerre dans le cadre du procès de Dachau. Le 13 décembre 1945, il est condamné à mort par pendaison pour mauvais traitements infligés aux prisonniers et meurtre d'un détenu. Il est exécuté dans la prison de Landsberg le 28 mai 1946.